# Bis (Bisca)
Bis è il secondo album dei Bisca prodotto dalla Just'In Distribution nel 1986.

## Tracce
Lato A
1. Dati
2. Change
3. Omaggio al Vesuvio
4. Yes Yes

Lato B
1. Possible
2. Inquietanti relazioni IV
3. Giochi
4. Sudafricano
5. Omaggio al Vesuvio